# Killamangiro
Albums de Babyshambles
The Blinding EP
Singles de Babyshambles
Babyshambles
(2004) Fuck Forever
(2005)
Pistes de Down in Albion (réenregistré)
Sticks and Stones 8 Dead Boys
Killamangiro est une chanson du groupe Anglais, Babyshambles, sortie le 29 novembre 2004 chez Rough Trade Records. Elle acquiert un certain succès, atteignant la 8e au UK singles chart. 
Le titre est calembour sur le nom du mont Kilimanjaro en Tanzanie, car dans les paroles la chanson contient : « kill[ing] a man for his giro » (Tuer un homme pour son giro) - une méthode de virements bancaires s'associant souvent avec les assurances de chômage britanniques.
Le morceau est sorti en tant que single, et par la suite inclus dans album Down in Albion avec une production différente (Mick Jones) et un batteur différent (Adam Ficek) dans l'original. Les circonstances de l'enregistrement de la chanson pour l'album ont été détaillées par le bassiste des Babyshambles Drew McConnell le 5 novembre 2005 dans le New Musical Express :
« We weren't planning on having 'Killamangiro' on there. We got in the room and thought, "Let's run through 'Killamangiro'", but sneaky Mick pressed record. Pete was jumping over the desk and giving the engineer a heart attack. Pete's got a thing about not releasing tracks more than once. People have written that we can't play our instruments and that's really not true because this is completely live. »
(Nous n'avions pas de plans pour 'Killamangiro'. Nous sommes entrés dans la pièce et nous avons pensés, "Passons vite sur 'Killamangiro'", mais sournoisement Mick envoie l'enregistrement. Pete a bondi du bureau et octroi de l'ingénieur une crise cardiaque. Pete a obtenu une chose à propos de ne pas enregistrer un morceau plus d'une fois. Les gens écrivent que nous ne pouvons pas jouer de nos instruments et cela est vraiment faux car c'est complètement du live.)

## Liste des chansons
- CD rtradscd201

1. Killamangiro
2. Man Who Came To Stay
3. Killamangiro (vidéo)

- 7″ rtrads201

1. Killamangiro
2. Man Who Came To Stay

## Chart performance
| Chart (2004)        | Meilleure position position |
| ------------------- | --------------------------- |
| UK Singles Chart    | 8                           |
| Irish Singles Chart | 40                          |